# 建国記念日 (リトアニア)
建国記念日（けんこくきねんび、リトアニア語: Valstybės diena）は、リトアニアの祝日の一つ。国家の祝日としては1991年以降祝われている。1253年にミンダウガスが史上唯一のリトアニア王として即位したことを記念する。ただし、この歴史上の出来事が7月6日のこととされたのは、1989年に歴史家エドヴァルダス・グダヴィチウスが提示した仮説によるものである。